# Шалімов Олександр Олексійович
Олекса́ндр Олексі́йович Шалі́мов (20 січня 1918, село Введенка, Задонський повіт, Воронезька губернія, РРФСР — 28 лютого 2006, Київ, Україна) — український хірург російського походження, один із засновників української хірургічної школи.
Шалімов провів близько 40 тисяч операцій. Був членом міжнародного союзу хірургів, Асоціації хірургів Австрії, Німеччини, Росії, України. Дійсний член Академії медичних наук України і Нью-Йоркської академії наук. Автор понад 830 наукових праць та 112 винаходів, створив в Україні два науково-дослідні інститути — у Харкові і Києві. Заслужений діяч науки Української РСР (1.12.1967). Депутат Верховної Ради УРСР 6–10-го скликань.

## Біографія
Народився 20 січня 1918 р. у селі Введенка нині Задонського району Липецької області (Російська Федерація). Походив із багатодітної селянської родини: у його батьків було 12 власних дітей і ще прийняли двох безпритульних. У 1925 році сім'я переїхала на Кубань, на хутір Звезділін Натирбовського району, де він пішов у школу.
У 1934 році вступив на робітфак Кубанського медичного училища, який закінчив у 1936 році з відзнакою. У 1936–1941 роках навчався на лікувальному факультеті Кубанського медичного інституту.
Після початку німецько-радянської війни на фронт його не взяли  через перенесені незадовго до того малярію та гепатит, а також ревматизм та хворобу хребта.
З 1941 року — хірург, головний лікар Нерчинсько-Заводської міжрайонної лікарні в Читинській області РРФСР. З 1944 року — завідувач хірургічного відділення, головний лікар Петровськ-Забайкальської міської лікарні Читинської області РРФСР.
З 1946 року — завідувач хірургічного відділення Брянської обласної лікарні РРФСР.
З 1949 року — головний хірург Орловського облздороввідділу і завідувач хірургічного відділення Орловської обласної лікарні РРФСР.
З 1952 року — асистент кафедри госпітальної хірургії Курського медичного інституту РРФСР.
З 1953 року — головний хірург Брянського облздороввідділу і завідувач хірургічного відділення Брянської обласної лікарні РРФСР.
У 1955 році захистив кандидатську дисертацію на тему «Утворення штучного стравоходу при рубцевій непрохідності».
Член КПРС з 1956 року.
З 1957 року — доцент кафедри хірургії Харківського медичного інституту. У 1958 році захистив докторську дисертацію на тему «Хірургічне лікування раку головки підшлункової залози і фатерова сосочка».
У 1959 — 1970 роках — провідний хірург у лікувальних та наукових закладах міста Харкова, завідувач кафедри торакальної хірургії та анестезіології Українського інституту удосконалення лікарів, з 1965 року — директор Харківського науково-дослідного інституту загальної та невідкладної хірургії [Архівовано 16 жовтня 2017 у Wayback Machine.].
З 1970 року — завідувач кафедри торакоабдомінальної хірургії Київського інституту удосконалення лікарів, директор науково-дослідного інституту гематології та переливання крові, а з 1972 року директор Київського науково-дослідного інституту клінічної та експериментальної хірургії.
З 1975 року засновник та директор Інститута хірургії та трансплантології, що нині названий його іменем. З 1978 року дійсний член АН УРСР.
Шалімов став першим лікарем, котрий провів вдалу пересадку підшлункової залози хворому на діабет, розробив і впровадив нові методи операцій за онкологічних захворювань, органів травлення, судин, серця. Шалімов запровадив нові методи операцій при захворюваннях органів травлення, серця, онкологічних захворюваннях тощо.
Під керівництвом Шалімова проведено першу в Україні операцію пересадки серця. Досі таких операцій у Київському інституті клінічної й експериментальної хірургії імені Олександра Шалімова проведено вже 4.
За своє життя Шалімов провів близько 40 тисяч операцій.
у 1998 році академіка Шалімова визнано «Людиною планети». До смерті у 2006 році він також був Почесним директором Інституту клінічної й експериментальної хірургії НАН України, Героєм України.

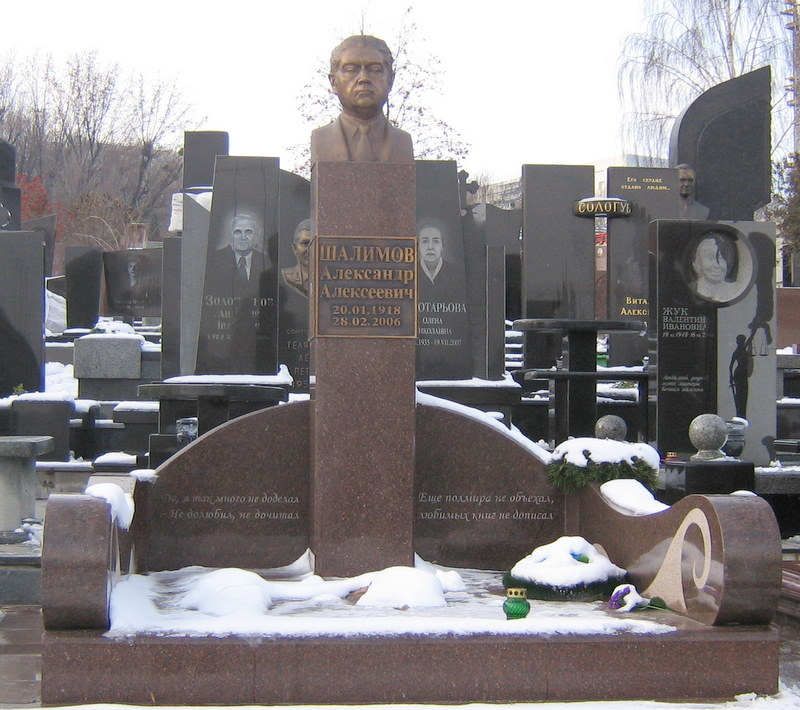
Надгробок Олександра Шалімова на Байковому цвинтарі

Поховано Олександра Шалімова на Байковому цвинтарі в Києві (ділянка № 52а).

### Родина
Дружина (друга) — Панченко Сусанна Миколаївна.

## До 100-річчя від дня народження
|                                            |  |  |
| Ювілейна монета НБУ присвячена О. Шалімову |  |  |

З нагоди ювілею 23 січня 2018 року НБУ ввів в обіг ювілейну монету «Олександр Шалімов» номіналом 2 гривні, а Укрпошта — ювілейну поштову марку.

## Вшанування пам'яті

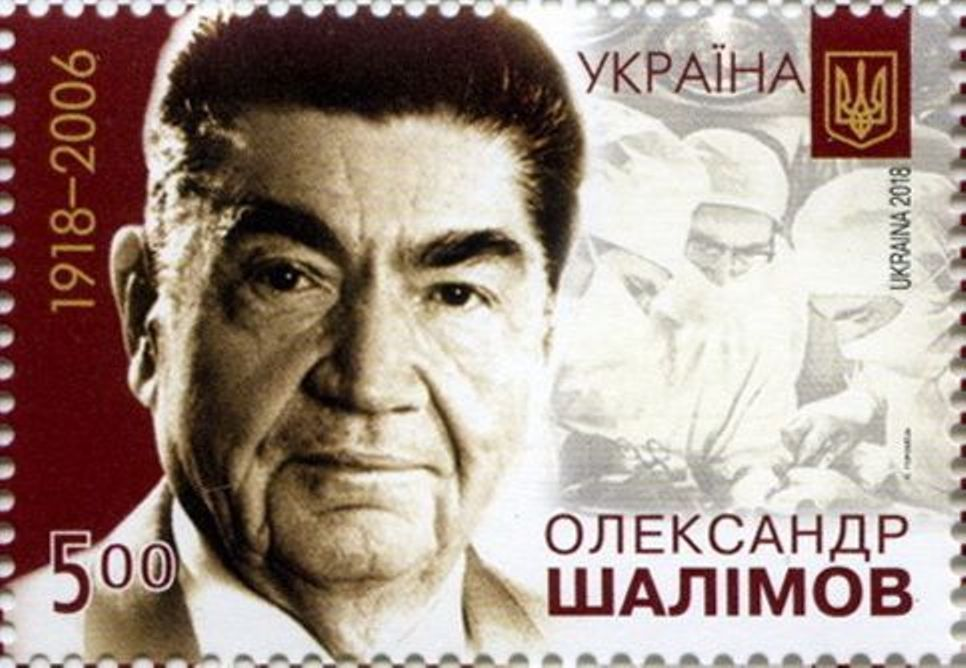
Поштова марка України, присвячена 100-річчю з дня народження Олександра Шалімова

Національний інститут хірургії та трансплантології імені О. О. Шалімова
У Києві є пам'ятник Олександру Шалімову.
У місті Харків є вулиця Шалімова.
23 лютого 2023 року у місті Шепетівка вулицю Павлова перейменували на вулицю Шалімова.
9 січня 2024 року у місті Лисичанськ вулицю Титова перейменували на вулицю Олександра Шалімова.
26 січня 2024 року у місті Кривий Ріг вулицю Боткіна перейменували на вулицю Олександра Шалімова.
5 березня 2024 року у місті Яготин вулицю Лермонтова перейменували на вулицю Олександра Шалімова.
Рішенням Київської міської ради від 29 лютого 2024 року № 7901/7942 «Про перейменування вулиці Героїв Севастополя у Солом'янському районі міста Києва» (дата публікації 20.03.2024) у місті Києві з'явилася вулиця Шалімова.